# Rheinhausen (Duisburg)
Rheinhausen – dzielnica Duisburga w Niemczech, w kraju związkowym Nadrenia Północna-Westfalia, w rejencji Düsseldorf. Do 31 grudnia 1974 roku samodzielne miasto w powiecie Moers. Liczy 78 203 mieszkańców (stan: 31.12.2020) na powierzchni 38,68 km². Rheinhausen leży po lewej stronie Renu i graniczy z trzema innymi dzielnicami: Homberg/Ruhrort/Baerl, Mitte i Süd. 
Rheinhausen dzieli się na: Rumeln-Kaldenhausen, Schwarzenberg, Hochemmerich, Asterlagen, Bergheim z pięknymi jeziorami w części Trompet-Oestrum, Friemersheim oraz Rheinhausen-Mitte.